# Ergebnisse der Kommunalwahlen in Werneck
In den folgenden Tabellen werden die Ergebnisse der Kommunalwahlen in Werneck aufgelistet. Es werden die Ergebnisse der Bürgermeister- und Marktgemeinderatswahlen ab 2002 angegeben.

## Kommunalwahl 2020

### Bürgermeisterwahl

#### Wahlbeteiligung
Die Wahlbeteiligung bei der Bürgermeisterwahl 2020 lag bei 71,4 %.

| Zahl der Stimmberechtigten                            | 8.541 |
| Zahl der Personen, die gewählt haben                  | 6.098 |
| Zahl der insgesamt abgegebenen gültigen Stimmen       | 6.058 |
| Zahl der insgesamt abgegebenen ungültigen Stimmzettel | 40    |

#### Wahlergebnis
Bei der Bürgermeisterwahl 2020 wurde Sebastian Hauck mit 62,7 % der gültigen Stimmen gewählt. Er tritt die Nachfolge von Edeltraud Baumgartl (CSU) an, die nicht mehr zur Wahl angetreten ist.
| Nr. | Wahlvorschlag                                                      | Bewerber           | Stimmen | Stimmen    |
| Nr. | Wahlvorschlag                                                      | Bewerber           | absolut | prozentual |
| --- | ------------------------------------------------------------------ | ------------------ | ------- | ---------- |
| 01  | Christlich-Soziale Union in Bayern                                 | Hauck, Sebastian   | 3.798   | 62,7 %     |
| 02  | Bündnis 90/Die Grünen                                              | Weiß, Johannes     | 777     | 12,8 %     |
| 10  | Wählergemeinschaft Stettbach, Freie Wähler Markt Werneck e.V. FWMW | Schäflein, Stephan | 1.483   | 24,5 %     |

### Marktgemeinderatswahl

#### Wahlbeteiligung
Die Wahlbeteiligung bei der Marktgemeinderatswahl 2020 lag bei 71,36 %.
| Zahl der Stimmberechtigten                            | 8.545   |
| Zahl der Personen, die gewählt haben                  | 6.098   |
| Zahl der insgesamt abgegebenen gültigen Stimmen       | 133.855 |
| Zahl der insgesamt abgegebenen ungültigen Stimmzettel | 154     |

#### Wahlergebnis
Insgesamt wurden 24 Marktgemeinderäte in den Marktgemeinderat Werneck gewählt:
| Nr. | Wahlvorschlag                           | Sitze | Stimmen |
| --- | --------------------------------------- | ----- | ------- |
| 01  | Christlich-Soziale Union in Bayern      | 4     | 23.418  |
| 02  | Bündnis 90/Die Grünen                   | 3     | 16.848  |
| 03  | Freie Wähler Markt Werneck e.V.         | 1     | 6.172   |
| 07  | Wählergemeinschaft Eßleben              | 2     | 12.254  |
| 08  | Freie Wählergemeinschaft Zeuzleben      | 2     | 10.327  |
| 09  | Ettlebener Wählervereinigung            | 2     | 9.063   |
| 10  | Wählergemeinschaft Stettbach            | 1     | 7.967   |
| 11  | Schraudenbacher Wählergemeinschaft      | 2     | 8.058   |
| 12  | Freie Wählergemeinschaft Mühlhausen     | 1     | 6.327   |
| 13  | Dorfgemeinschaft Egenhausen             | 1     | 7.130   |
| 14  | Freie Wählergemeinschaft Schnackenwerth | 1     | 6.211   |
| 15  | Dorfgemeinschaft Schleerieth            | 1     | 5.257   |
| 16  | Rundelshäuser Liste                     | 1     | 5.414   |
| 17  | Freie Wählergemeinschaft Vasbühl        | 1     | 5.232   |
| 18  | Wählergemeinschaft Eckartshausen        | 1     | 4.177   |

## Kommunalwahl 2014

### Bürgermeisterwahl

#### Wahlbeteiligung
Die Wahlbeteiligung bei der Bürgermeisterwahl 2014 lag bei 66,0 %.
| Zahl der Stimmberechtigten                            | 8.400 |
| Zahl der Personen, die gewählt haben                  | 5.544 |
| Zahl der insgesamt abgegebenen gültigen Stimmen       | 5456  |
| Zahl der insgesamt abgegebenen ungültigen Stimmzettel | 88    |

#### Wahlergebnis
Bei der Bürgermeisterwahl 2014 wurde die bisherige Amtsinhaberin Frau Edeltraut Baumgartl mit 68,1 % der gültigen Stimmen im Amt bestätigt.
| Nr. | Wahlvorschlag                                                                               | Bewerber             | Stimmen | Stimmen    |
| Nr. | Wahlvorschlag                                                                               | Bewerber             | absolut | prozentual |
| --- | ------------------------------------------------------------------------------------------- | -------------------- | ------- | ---------- |
| 01  | CSU                                                                                         | Baumgartl, Edeltraut | 3718    | 68,1 %     |
| 06  | Ettlebener Wählervereinigung, Freie Wähler Markt Werneck e.V., Wählergemeinschaft Stettbach | Pfeuffer, Armin      | 1738    | 31,9 %     |

### Marktgemeinderatswahl

#### Wahlbeteiligung
Die Wahlbeteiligung bei der Marktgemeinderatswahl 2014 lag bei 64,7 %.
| Zahl der Stimmberechtigten                            | 8.400   |
| Zahl der Personen, die gewählt haben                  | 5.537   |
| Zahl der insgesamt abgegebenen gültigen Stimmen       | 120.526 |
| Zahl der insgesamt abgegebenen ungültigen Stimmzettel | 139     |

#### Wahlergebnis
Insgesamt wurden 24 Marktgemeinderäte in den Marktgemeinderat Werneck gewählt:
| Nr. | Wahlvorschlag                                                    | Sitze | Stimmen |
| --- | ---------------------------------------------------------------- | ----- | ------- |
| 01  | Christlich-Soziale Union in Bayern → CSU                         | 4     | 18.651  |
| 04  | Bündnis 90/Die Grünen → B 90/Die Grünen – Unabhängige Kandidaten | 2     | 11.503  |
| 05  | Wählergemeinschaft Eßleben                                       | 3     | 13.643  |
| 06  | Ettlebener Wählervereinigung                                     | 2     | 9.236   |
| 07  | Dorfgemeinschaft Schleerieth                                     | 1     | 5.538   |
| 08  | Freie Wählergemeinschaft Zeuzleben – FWZ                         | 2     | 10.226  |
| 09  | Dorfgemeinschaft Egenhausen                                      | 1     | 6.169   |
| 10  | Wählergemeinschaft Stettbach                                     | 1     | 7.637   |
| 11  | Freie Wählergemeinschaft Mühlhausen                              | 1     | 6.592   |
| 12  | Schraudenbacher Wählergemeinschaft                               | 2     | 7.169   |
| 13  | Freie Wähler → Freie Wähler Markt Werneck e.V. (FWMW)            | 1     | 3.127   |
| 14  | Freie Wählergemeinschaft Vasbühl                                 | 1     | 5.147   |
| 15  | Freie Wählergemeinschaft Schnackenwerth                          | 1     | 5.640   |
| 16  | Rundelshäuser Liste                                              | 1     | 5.258   |
| 17  | Wählergemeinschaft Eckartshausen                                 | 1     | 4.990   |

Folgende Wahlvorschläge waren miteinander verbunden (Listenverbindung): Ettlebener Wählervereinigung, Wählergemeinschaft Stettbach, Freie Wähler Markt Werneck e.V. (FWMW), Wählergemeinschaft Eckartshausen. Die verbundenen Wahlvorschläge wurden bei der Sitzverteilung zunächst wie ein Wahlvorschlag behandelt. Anschließend wurden die auf die verbundenen Wahlvorschläge entfallenen Sitze auf die beteiligten Wahlvorschläge verteilt.

#### Fraktionen
Nach der Wahl bildeten sich folgende Fraktionen im Marktgemeinderat:
| Name                             | Mitglieder |
| -------------------------------- | ---------- |
| fraktion die mitte               | 9          |
| Freie Wähler Gemeinschaften      | 9          |
| CSU / Freie Wählergemeinschaften | 6          |

## Kommunalwahl 2008

### Bürgermeisterwahl
Bei der Bürgermeisterwahl 2008 traten drei Kandidaten an: Edeltraud Baumgartl (CSU), Oliver Gschwender (SPD) und Peter Kraft (Ettlebener Wählervereinigung/Freie Wähler Markt Werneck). Zum Nachfolger des bisherigen Bürgermeisters Paul Heuler wurde Edeltraut Baumgartl gewählt.

### Marktgemeinderatswahl

#### Wahlbeteiligung
Die Wahlbeteiligung bei der Marktgemeinderatswahl 2008 lag bei 70,0 %.
| Zahl der Stimmberechtigten                            | 8.314   |
| Zahl der Personen, die gewählt haben                  | 5.821   |
| Zahl der insgesamt abgegebenen gültigen Stimmen       | 126.788 |
| Zahl der insgesamt abgegebenen ungültigen Stimmzettel | 140     |

#### Wahlergebnis
Insgesamt wurden 24 Marktgemeinderäte in den Marktgemeinderat Werneck gewählt:
| Nr. | Wahlvorschlag                                              | Sitze | Stimmen |
| --- | ---------------------------------------------------------- | ----- | ------- |
| 01  | Christlich-Soziale Union in Bayern → CSU                   | 4     | 20.934  |
| 03  | Bündnis 90/Die Grünen → GRÜNE/UNABHÄNGIGE                  | 2     | 11.072  |
| 04  | Wählergemeinschaft Schleerieth-Eckartshausen-Rundelshausen | 2     | 13.126  |
| 05  | Wählergemeinschaft Eßleben                                 | 3     | 13.996  |
| 06  | Ettlebener Wählervereinigung                               | 3     | 11.697  |
| 07  | Freie Wählergemeinschaft Zeuzleben – FWZ                   | 2     | 10.224  |
| 08  | Wählergemeinschaft Stettbach                               | 1     | 7.411   |
| 09  | Dorfgemeinschaft Egenhausen                                | 2     | 7.768   |
| 10  | Schraudenbacher Wählergemeinschaft                         | 1     | 6.853   |
| 11  | Freie Wählergemeinschaft Schnackenwerth                    | 1     | 4.755   |
| 12  | Freie Wählergemeinschaft Mühlhausen                        | 1     | 7.210   |
| 13  | Freie Wählergemeinschaft Vasbühl                           | 1     | 5.447   |
| 14  | Freie Wähler → Freie Wähler Markt Werneck – FWMW           | 1     | 6295    |

Folgende Wahlvorschläge waren miteinander verbunden (Listenverbindung):
- Wählergemeinschaft Schleerieth-Eckartshausen-Rundelshausen, Freie Wählergemeinschaft Schnackenwerth, Freie Wählergemeinschaft Vasbühl
- Wählergemeinschaft Eßleben, Freie Wählergemeinschaft Zeuzleben, Freie Wählergemeinschaft Mhlhausen
- Ettlebener Wählervereinigung, Wählergemeinschaft Stettbach, Dorfgemeinschaft Egenhausen, Schraudenbacher Wählergemeinschaft, Freie Wähler

Die verbundenen Wahlvorschläge wurden bei der Sitzverteilung zunächst wie ein Wahlvorschlag behandelt. Anschließend wurden die auf die verbundenen Wahlvorschläge entfallenen Sitze auf die beteiligten Wahlvorschläge verteilt.

## Kommunalwahl 2002

### Bürgermeisterwahl
Bei der Bürgermeisterwahl 2002 wurde der bisherige Bürgermeister Paul Heuler als alleiniger Kandidat wiedergewählt.

### Marktgemeinderatswahl

#### Wahlbeteiligung
Die Wahlbeteiligung bei der Marktgemeinderatswahl 2002 lag bei 68,1 %.
| Zahl der Stimmberechtigten                            | 8.283   |
| Zahl der Personen, die gewählt haben                  | 5.643   |
| Zahl der insgesamt abgegebenen gültigen Stimmen       | 119.616 |
| Zahl der insgesamt abgegebenen ungültigen Stimmzettel | 130     |

#### Wahlergebnis
Insgesamt wurden 24 Marktgemeinderäte in den Marktgemeinderat Werneck gewählt:
| Nr. | Wahlvorschlag                                              | Sitze | Stimmen |
| --- | ---------------------------------------------------------- | ----- | ------- |
| 01  | Christlich-Soziale Union in Bayern → CSU                   | 5     | 23.129  |
| 02  | Sozialdemokratische Partei Deutschlands → SPD              | 2     | 9.699   |
| 03  | Bündnis 90/Die Grünen → GRÜNE/Unabhängige                  | 2     | 9.438   |
| 04  | Wählergemeinschaft Eßleben                                 | 2     | 11.673  |
| 05  | Wählergemeinschaft Schleerieth-Eckartshausen-Rundelshausen | 3     | 11.174  |
| 06  | Ettlebener Wählervereinigung                               | 2     | 11.196  |
| 07  | Freie Wählergemeinschaft Zeuzleben – FWZ                   | 2     | 9.025   |
| 08  | Wählergemeinschaft Stettbach                               | 1     | 6.965   |
| 09  | Freie Wählergemeinschaft Schraudenbach                     | 1     | 5.988   |
| 10  | Dorfgemeinschaft Egenhausen                                | 1     | 6.726   |
| 11  | Freie Wählergemeinschaft Vasbühl                           | 1     | 4.687   |
| 12  | Freie Wählergemeinschaft Mühlhausen                        | 1     | 4.904   |
| 13  | Freie Wählergemeinschaft Schnackenwerth                    | 1     | 5.012   |